# Wimbledon 2005
Wimbledon 2005 byl 119. ročník třetího tenisového grandslamu sezóny – nejstaršího a nejslavnějšího turnaje světa, který probíhal od pondělí 20. června do neděle 3. července 2005. Grand Slam se tradičně konal na travnatých dvorcích v londýnském All England Lawn Tennis and Croquet Clubu. Představoval jediný turnaj velké čtyřky hraný na tomto povrchu, který byl také součásti kalendáře profesionálních okruhů mužů ATP Tour 2005 a žen WTA Tour 2005.
Turnaj organizovala Mezinárodní tenisová federace. Titul ve dvouhře obhajovali švýcarská světová jednička Roger Federer, jenž dosáhl na hattrick – třetí titul v řadě, a ruská teenagerka Maria Šarapovová. V ženské čtyřhře obhájila wimbledonský pohár Jihoafričanka Cara Blacková. Dvouhru žen ovládla Američanka Venus Williamsová.

## Dospělí

### Mužská dvouhra
|             | Tenista                | Tenista                | Skóre                   |
| Finále      | Roger Federer (1)      | Andy Roddick (2)       | 6:2, 7:6, 6:4           |
| Semifinále  | Roger Federer (1)      | Lleyton Hewitt (3)     | 6:3, 6:4, 7:6           |
|             | Thomas Johansson (12)  | Andy Roddick (2)       | 7:6, 2:6, 6:7, 6:7      |
| Čtvrtfinále | Roger Federer (1)      | Fernando González (21) | 7:5, 6:2, 7:6           |
|             | Lleyton Hewitt (3)     | Feliciano López (26)   | 7:5, 6:4, 7:6           |
|             | Thomas Johansson (12)  | David Nalbandian (18)  | 7:6, 6:2, 6:2           |
|             | Sébastien Grosjean (9) | Andy Roddick (2)       | 6:3, 2:6, 1:6, 6:3, 3:6 |

### Ženská dvouhra
|             | Tenistka                 | Tenistka                 | Skóre         |
| Finále      | Lindsay Davenportová (1) | Venus Williamsová (14)   | 6:4, 6:7, 7:9 |
| Semifinále  | Lindsay Davenportová (1) | Amélie Mauresmová (3)    | 6:7, 7:6, 6:4 |
|             | Venus Williamsová (14)   | Maria Šarapovová (2)     | 7:6, 6:1      |
| Čtvrtfinále | Lindsay Davenportová (1) | Světlana Kuzněcovová (5) | 7:6, 6:3      |
|             | Amélie Mauresmová (3)    | Anastasija Myskinová (9) | 6:3, 6:4      |
|             | Mary Pierceová (12)      | Venus Williamsová (14)   | 0:6, 6:7      |
|             | Naďa Petrovová (8)       | Maria Šarapovová (2)     | 6:7, 3:6      |